# La Verne
La Verne è una città della Contea di Los Angeles, in California (Stati Uniti).